# 工布江达镇
工布江达镇（藏語：ཀོང་པོ་རྒྱ་མདའ་，威利转写：kong po rgya mda'），是中华人民共和国西藏自治区林芝市工布江达县下辖的一个乡镇级行政单位。

## 行政区划
工布江达镇下辖以下地区：
果林卡社区、结底岗村、达帕莎村、阿沛村、卓木村、宾格村、拉古旁村、扎玛村、孜嘎村、结定村和娘当村。